# Unió d'Estudiants del Kurdistan
La Unió d'Estudiants del Kurdistan (UEK) (kurd: Yekîtiya Xwendekarên Kurdistan, YXK) és una organització estudiantil independentista i socialista del Kurdistan, vinculat com a secció estudiantil del Partit dels Treballadors del Kurdistan (PKK), que agrupa diversos nuclis en diverses ciutats europees pertanyen a l'organització.
La UEK va ser fundada el 12 de desembre de 1991 a la Universitat Ruhr de Bochum (Alemanya) per setanta-cinc estudiants kurds provinents de setze universitats d'arreu d'Europa. A causa de la seva disparitat territorial, la UEK es constitueix organitzativament com a coordinadora de diferents nuclis universitaris creats per la diàspora kurda al "vell continent". Cada nucli pren la seva pròpia iniciativa en el desenvolupament d'idees per a la creació de projectes i activitats. D'acord amb la se va pàgina web, inclou grups d'Alemanya, França, Regne Unit, Països Baixos, Àustria, Dinamarca, Suècia, Noruega i Suïssa. A més de les relacions amb els grups d'estudiants al Kurdistan.
La UEK disposa d'una revista anomenada Rohani (Llum), que es publica en llengua kurda a Alemanya. Un dels esdeveniments més importants de l'organització és el Premi de Literatura Hüseyîn Çelebî. Aquest concurs s'inicià el 1993 amb l'objectiu de premiar els millors poemes i històries curtes escrites en kurd o turc.
Poc després de la seva mort, Hüseyîn Çelebî fou designat president honorari de l'entitat. Aquest estudiant nascut a Alemanya, fill de mare turca i pare kurd, va desenvolupar un paper significatiu, tant en l'àmbit polític com diplomàtic, en l'establiment de vincles de solidaritat del poble kurd amb la resta del món, així com en la fundació de la UEK. Çelebî fou assassinat l'octubre 1992 a les muntanyes del Kurdistan quan combatia amb el PKK.